# Ring Deutscher Makler

Logo des ehemaligen RDM Bundesverbandes

Der Ring Deutscher Makler – RDM Verband der Immobilienberufe und Hausverwalter Bundesverband e.V. wurde im Oktober 1924 von regionalen Maklerorganisationen als Reichsverband Deutscher Makler (R.D.M.) für Immobilien, Hypotheken und Finanzen e.V. in der Rechtsform eines eingetragenen Vereins in Köln gegründet. Die Ursprünge des RDM lassen sich bis ins 19. Jahrhundert zurückverfolgen. Unter anderem zählt der RDM zu den Gründungsmitgliedern des gesamteuropäischen Spitzenverbandes CEPI sowie des europäischen Sachverständigenverbandes TEGoVA mit Sitz in Brüssel.
Am 28. August 2004 ist aus dem Bundesverband des RDM Ring Deutscher Makler e.V. und dem Verband Deutscher Makler (VDM) der Immobilienverband Deutschland IVD Bundesverband der Immobilienberater, Makler, Verwalter und Sachverständigen e.V. hervorgegangen. Somit ist der Immobilienverband IVD der Rechtsnachfolger des RDM Bundesverbandes und des VDM.
Mehrere RDM-Vereine haben die Verschmelzung mit dem VDM abgelehnt und setzen die Arbeit in einigen kleineren Regionen fort. Sie haben sich zu einer Arbeitsgemeinschaft Ring Deutscher Makler mit Sitz in Berlin zusammengeschlossen und koordinieren so ihre Arbeit. Zu deren Mitgliedern zählen neben lokalen Immobilienmaklern zudem Haus- und Wohnungseigentumsverwalter, Bauträger, Baubetreuer sowie Sachverständige.
Es gibt noch vier Landes- und fünf Bezirksvereine: Berlin und Brandenburg, Bremerhaven, Düsseldorf, Essen, Münster, Saarbrücken, Sachsen, Sachsen-Anhalt und Südwestfalen (Verbände des RDM in den Regionen). Es besteht keine Identität mit dem früheren Traditions- bzw. Bundesverband RDM.
Die Arbeit der Bundesverbände RDM und VDM wird durch den Immobilienverband IVD fortgeführt.